# 坎伯兰联排

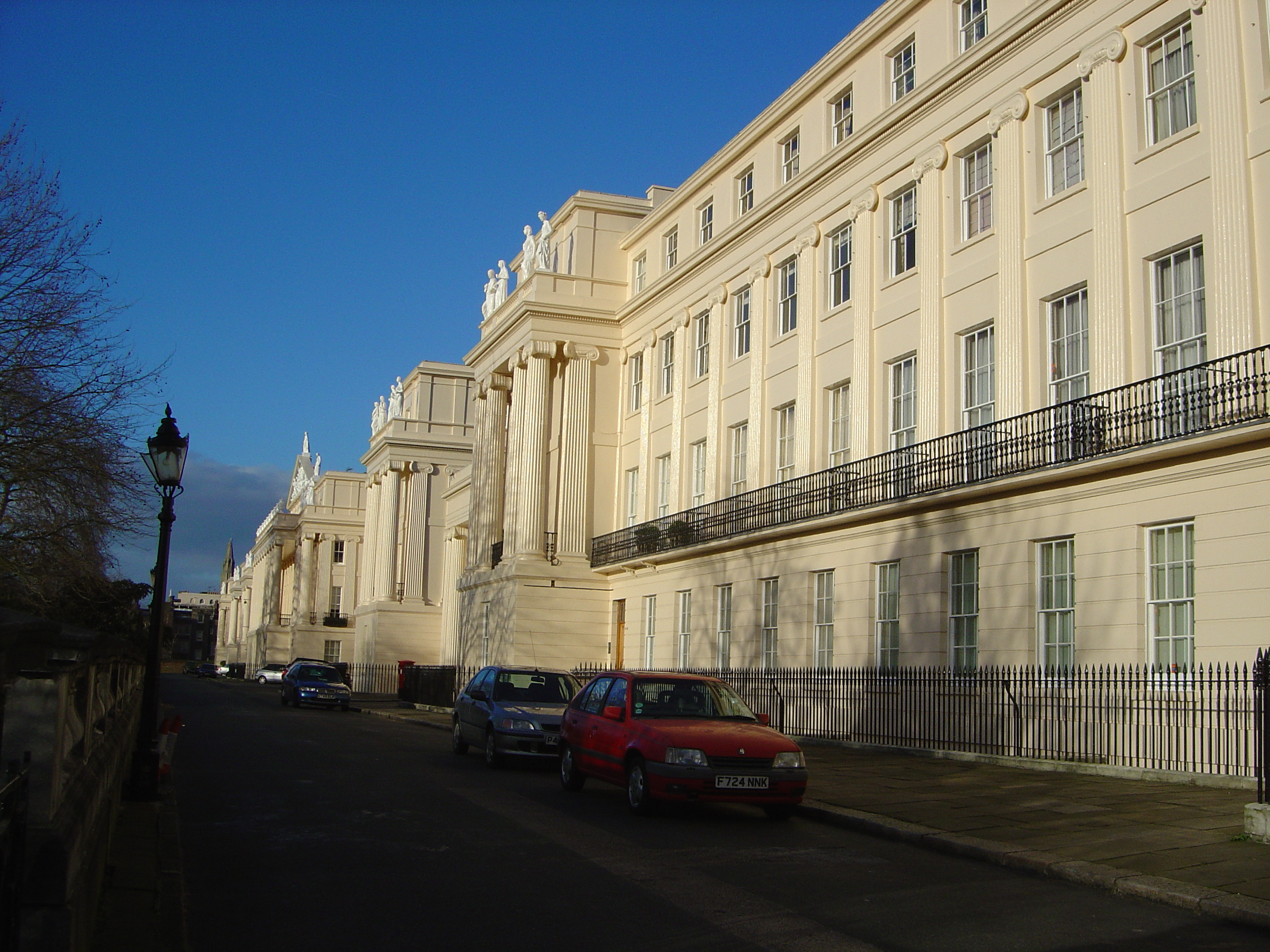
坎伯兰联排

坎伯兰排屋，或译坎伯兰联排（Cumberland Terrace）是英国伦敦卡姆登区的排屋，位于摄政公园东侧。这是英国建筑师约翰·纳什环绕摄政公园设计的呈半月形的一系列排屋之一，英国摄政时期的威尔士亲王（后来的乔治四世）为其赞助人。坎伯兰联排将正对着亲王计划在公园内兴建的宫殿，因此在该计划中特别重要。坎伯兰联排得名于国王的弟弟坎伯兰公爵。 
坎伯兰联排完成于1826年。它包括三个主要段落，由带装饰的拱连在一起，为典型的新古典主义建筑风格，颇为壮观。中央段落包括一个长列柱廊，上面是大型的雕塑三角墙。
坎伯兰联排仍然作为住宅使用：最初包括31栋独家住宅，其中部分已改为公寓，但是大部分仍然为私家住宅。第一位居民于1828年入住，但是直到1836年，坎伯兰联排才完全住满。 